# Пажит
Пажит (слч. Pažiť) насељено је мјесто са административним статусом сеоске општине (слч. obec) у округу Партизанске, у Тренчинском крају, Словачка Република.

## Становништво
| Година:    | 1994. | 2004.    | 2014.   | 2024.    |
| ---------- | ----- | -------- | ------- | -------- |
| Број људи: | 339   | 404      | 440     | 502      |
| Разлика:   |       | +19,17 % | +8,91 % | +14,09 % |

| Година:    | 2023. | 2024.   |
| ---------- | ----- | ------- |
| Број људи: | 505   | 502     |
| Разлика:   |       | -0,59 % |

Према подацима о броју становника из 2011. године насеље је имало 404 становника.